# 梁美儀
梁美儀，BBS，JP（1970年—），香港海洋生物學者，香港城市大學海洋污染國家重點實驗室主任、化學系環境毒理及化學講座教授兼署理系主任，前香港大學生物科學學院副院長兼太古海洋科學研究所教授、香港大學理學院前副院長（科研及研究生教育）及香港大學馬禮遜堂前舍監（2011年至2017年）。他也是香港合資格環保專業人員學會（香港環專會）的創會會員和香港環境管理協會執行委員會的顧問。梁美儀在2010年獲選為「香港十大傑出青年」，後在2017年獲得國際性的奬項「第十九屆生態學琵琶湖獎」。他自1990年代開始研究環境科學，其涉獵範圍主力集中海洋生態方面。

## 背景

### 早年生活
梁美儀有八名胞姊，因雙親期望有一個美麗的兒子，但學識水平不高，結果為他改了個女性化名字「美儀」。梁美儀於九龍黃大仙徙置區東座長大，有八名胞姊。父親為海事處的大偈兼足球員，而母親則是家庭主婦。他自小學業成績不好，曾就讀黃大仙官立小學和新蒲崗官立小學（1981年第17屆小六畢業生，現址為香港考試及評核局新蒲崗評核中心）。之後入讀當時位於九龍城區的伯特利中學，在校時擔任過領袖生及班長。梁美儀於1986年報考香港中學會考，是該校第36屆的中五畢業生。他在會考中取得 2D、5E 和 1F 的成績。由於成績未如人意，所以他未被當時的日校取錄。梁美儀當年本來打算投考消防員，卻因近視而未能成事。他其後一度出外工作幫補家計，到新蒲崗的工廠剪線頭以賺取收入。1987年，他獲選為全港十大傑出民安隊少年團團員。得知收入低而想改變前途，他決定重考會考。於是到樂善堂余近卿夜中學重讀中五課程一年。梁美儀在1987年香港中學會考中取得 2C 和 4D 的成績。此前曾到美北浸信宣道會於七層徙置大廈開辦的天台義務補習小組補習英文科以通過公開試。他應考香港高等程度會考後到比柴灣工業學院修讀環境學（污染）兩年制文憑課程，主修廢料回收。

### 個人發展
在1990年至1992年期間，梁美儀繼續進修，於香港城市理工學院修讀高級文憑課程。由於学习成績優異，而且得到香港城市理工學院生物及化學系講座教授譚鳳儀的鼓勵。梁美儀用全家的8萬元積蓄到英國朴茨茅斯大學留學一年，並於1993年以一級榮譽畢業。他回港後曾當過柴灣工業學院的講師。不久投考環保署不遂而於1994年重回香港城市大學進修碩士課程。同時在漁農自然護理署位於吉澳的研究站研究科學化養魚方法。直至1996年，他完成環境科學哲學碩士學位。因再次得到教授鼓勵而用考獲的太古集團獎學金「James Henry Scott PHD Scholarship」到英國蘇格蘭格拉斯哥大學攻读海洋環境毒理學博士学位，並於2000年畢業。在2002年回港前，梁美儀在倫敦大學從事環境風險評估及管理的科學研究（2000年成為倫敦大學皇家霍洛威學院會員）。又多次應聯合國和其他國際環保學術組織邀請，赴中國內地、泰國、韓國、巴布亞新畿內亞、澳洲及菲律賓等地，向當地官員及環保工作者教授與廢料有關的知識及應用方法，以提高亞太地區的環境管理水平。由2002年起，梁美儀在香港大學任職助理教授。與此同時以太古海洋科學研究科學家和國際環境毒理及化學協會亞太區總幹事身份進行研究，把香港的環境科學研究推廣至國際層面。期間，他所領導的團隊曾發明人工青口。歐美、澳紐、亞洲以及非洲各國都廣泛應用相關的培植技術。梁美儀之後分別在2009年和2013年升為副教授及教授。2020年離開任教18年的香港大學，重返香港城市大學任教至今。

### 獲得廣泛認同
2010年，他被香港大學生物科學學院院長胡紹燊提名參加香港十大傑出青年選舉，並成功當選。其科學研究一直沒有停止。另一方面更獲國際認同。在2017年9月，梁美儀繼香港大學生物科學學院院長杜德俊（2000年）和香港科技大學生命科學學院王文雄（2003年）兩名獲獎者之後獲日本生態學會頒授的國際奬項「第十九屆生態學琵琶湖獎」以表揚其在世界環境生態科學方面的貢獻同年獲授予「環境毒理及化學學會（SETAC）院士」的名銜。。他在2018年與中國環境科學研究院環境基準與風險評估國家重點實驗室主任、中國工程院院士吳豐昌教授合作建立一個全新的科學模型。整個研究團隊合共花了三年時間以溫度和鹽度的物種敏感性分布以及定量離子特徵關係仍為基礎去確立科學模型，藉此對不同水域的溫度和鹽度變化就當中所含的多種金屬污染作出毒性預測。他們在國際學術期刊《環境科學與技術》發表過相關的研究成果。另外，這是全球首個研究團隊建立這個科學模型。而香港特別行政區政府有見梁美儀對社會的貢獻，於2018年委任他為太平紳士。2025年基於他致力服務多個與環境相關的公職而向他頒授銅紫荊星章。

### 其他資料
梁美儀因性格平易近人，被學生稱為「波波教授」。

## 擔任公職
梁美儀除了研究環境科學外，也致力於社會服務，他曾分別擔任以下公職：
- 漁農自然護理署海洋哺乳類動物存護工作小組成員
- 漁農自然護理署紅潮（有害藻華）專家小組成員
- 2010年至2012年：漁農自然護理署保護稀有動植物諮詢委員會委員[29]
- 2011年至2013年：漁農自然護理署基因改造生物小組成員[30]
- 2017年至2019年：漁農自然護理署海岸公園委員會[31]
- 2015年至2017年：發展局城市規劃上訴委員會委員[32]
- 2015年至2017年：海洋公園董事局成員[33][34]
- 2016年至今：香港機場管理局漁業提升基金管理委員會主席[35]
- 2017年至2019年：食物及衞生局食物及環境衛生諮詢委員會委員[36]
- 2017年至2022年：環境保護署環境諮詢委員會委員[37]
- 2023年至今：環境諮詢委員會副主席[38]

## 受參與節目
受訪
- 2018年8月29日：東張西望（「桂花魚養殖與食用」環節、無綫電視）
- 2021年4月28日：東張西望（「日本311核事故廢水排入大海」環節、無綫電視）

- 2025年：周遊東涌（第6集、無綫電視）

## 外部連結
- 梁美儀，明報 Happy Pama 教得樂 （页面存档备份，存于）
- Leung, Kenneth Mei Yee 梁美儀，Webb-site Who's who （页面存档备份，存于）
- Prof. LEUNG Mei Yee Kenneth (梁美儀) （页面存档备份，存于）